# Givenchy-en-Gohelle
Givenchy-en-Gohelle település Franciaországban, Pas-de-Calais megyében. Lakosainak száma 2049 fő (2022. január 1.). Givenchy-en-Gohelle Liévin, Neuville-Saint-Vaast, Souchez, Vimy, Angres és Avion községekkel határos.

## Népesség
A település népességének változása:
| Lakosok száma | 2007 | 1978 | 2003 | 1947 | 1990 | 2030 | 2003 | 2026 | 2049 |
|               | 2013 | 2015 | 2016 | 2017 | 2018 | 2019 | 2020 | 2021 | 2022 |